# Bernhard Tollens
Bernhard Christian Gottfried Tollens, né le 30 juillet 1841 et mort le 31 janvier 1918, est un chimiste allemand. 

## Vie et œuvre
Tollens fréquente la Gelehrtenschule des Johanneums à Hambourg, où il est influencé par son professeur de sciences, Karl Möbius. Après avoir obtenu son diplôme en 1857, Tollens poursuit avec un apprentissage en pharmacie. Il le termine en 1862 et commence à étudier la chimie à Göttingen dans le laboratoire de Friedrich Wöhler, sous la direction de Friedrich Konrad Beilstein et de Rudolph Fittig. En 1864, Tollens soumet sa thèse et obtient son doctorat sans soutenance. Cette obtention est possible grâce à l'intercession de Wöhler, lui permettant ainsi d'accepter  un emploi avantageux au sein d'une fabrique de bronze. Tollens quitte son emploi au bout de six mois et rejoint le groupe d'Emil Erlenmeyer à l'université de Heidelberg pendant six mois. Il travaille ensuite avec Charles-Adolphe Wurtz à Paris et, pendant 11 mois, en tant que chef du laboratoire de chimie de l'université de Coimbra au Portugal. 
Incapable de résister à l'appel de Wöhler, son ancien professeur, Tollens retourne à Göttingen en 1872 et y occupe diverses positions jusqu'à sa mort en 1918. C'est durant cette période qu'il entame ses travaux sur les glucides, qui donneront les structures de plusieurs sucres, la réaction de Tollens, ainsi que l'aboutissement de la plupart de ses publications.

## Voir également
- Wallach, Otto, « Nekrolog : Bernhard Tollens », Berichte der deutschen chemischen Gesellschaft, vol. 51, no 2,‎ 1918, p. 1539–1555 (DOI 10.1002/cber.19180510244, lire en ligne)

- Browne, C. A., « Bernhard Tollens (1841-1918) and Some American Students of his School of Agricultural Chemistry », Journal of Chemical Education, vol. 19, no 6,‎ 1942, p. 253–259 (DOI 10.1021/ed019p253, Bibcode 1942JChEd..19..253B)